# Arayik Harutyunián
Arayik Harutyunián —en armenio: Արայիկ Հարությունյան; en ruso: Араик Арутюнян— (Stepanakert, 14 de diciembre de 1973) es un político artsají que fue entre 2020 y 2023 el presidente de la República de Artsaj, república con una independencia de facto de Azerbaiyán.  

## Historia
Anunció su disposición a renunciar al cargo tras nuevas elecciones.
Anteriormente ejerció como primer ministro del país. El presidente Bako Sahakyan lo sugirió para el cargo y el Parlamento de Artsaj aprobó su nombramiento el 14 de septiembre de 2007 con el asentimiento de todos los parlamentarios presentes. Desempeñó el cargo hasta 2018.
Antes de convertirse en primer ministro había creado el partido Patria Libre que consiguió 10 de los 32 escaños en las elecciones parlamentarias de 2005.
En el marco de los nuevos enfrentamientos entre Armenia y Azerbaiyán en septiembre de 2020, Harutyunyan se ofreció a ir al campo de batalla a combatir con sus soldados del ejército de Artsaj.
Renunció el 1 de septiembre de 2023 en medio del bloqueo azerbaiyano de Nagorno-Karabaj. El 3 de octubre de 2023, tras la ofensiva de Azerbaiyán en Nagorno-Karabaj, Harutyunián y otros dos expresidentes de Artsaj, Arkadi Ghukasyan y Bako Sahakyan, junto con el expresidente de la Asamblea Nacional Davit Ishkhanyan, fueron detenidos por el Servicio de Seguridad del Estado de Azerbaiyán y llevado a Bakú. Anteriormente, el 1 de octubre, el fiscal general de Azerbaiyán, Kamran Aliyev, había emitido una orden de arresto en su contra por el papel de Harutyunián en ordenar los ataques con misiles Ganja de 2020.